# Strobilanthes prahuensis
Strobilanthes prahuensis är en akantusväxtart som beskrevs av Benjamin Clarke och Spencer Le Marchant Moore. Strobilanthes prahuensis ingår i släktet Strobilanthes och familjen akantusväxter. Inga underarter finns listade i Catalogue of Life.